# Bùi Chí Thành
Bùi Chí Thành là chính trị gia người Việt Nam. Ông hiện giữ chức vụ Ủy viên Ban Thường vụ Tỉnh ủy, Trưởng ban Tuyên giáo và Dân vận Tỉnh ủy Bà Rịa - Vũng Tàu.
Ông từng là Ủy viên Dự khuyết Ban Chấp hành Trung ương Đảng khóa 12, Chủ tịch Ủy ban Mặt trận Tổ quốc Việt Nam tỉnh Bà Rịa – Vũng Tàu.

## Tiểu sử
Bùi Chí Thành sinh ngày 18 tháng 2 năm 1974, người dân tộc Kinh, không theo tôn giáo nào, quê quán tại huyện Đất Đỏ, tỉnh Bà Rịa – Vũng Tàu. Ông hiện trú ở Khu phố Thanh Bình, thị trấn Đất Đỏ, huyện Đất Đỏ, tỉnh Bà Rịa – Vũng Tàu.
Bùi Chí Thành có trình độ học vấn Đại học ngành Nông học.
Ông là đảng viên Đảng Cộng sản Việt Nam, gia nhập đảng này vào ngày 15 tháng 8 năm 1995, có bằng Cao cấp lí luận chính trị của đảng.
Ông từng giữ chức vụ Bí thư Huyện ủy Châu Đức, tỉnh Bà Rịa – Vũng Tàu, Đại biểu Hội đồng nhân dân tỉnh Bà Rịa – Vũng Tàu nhiệm kỳ 2011–2016.
Ngày 26 tháng 1 năm 2016, Bùi Chí Thành được bầu làm Ủy viên Dự khuyết Ban Chấp hành Trung ương Đảng Cộng sản Việt Nam khóa 12 nhiệm kì 2015–2020.
Ngày 5 tháng 7 năm 2019, Bùi Chí Thành được bầu giữ chức vụ Chủ tịch Ủy ban Mặt trận Tổ quốc Việt Nam tỉnh Bà Rịa – Vũng Tàu khóa 6 nhiệm kì 2019–2024.